# سراقة بن مالك المدلجي

سراقة بن مالك المدلجي الكناني المضري ، (24 هـ - 645 م) سيد بني مدلج وأحد أشراف قبيلة كنانة وصحابي جليل، 
قائف يقتص الأثر، لحق بالرسول محمد وصاحبه أبي بكر الصديق في الهجرة وهو يومئذ مشرك طمعا في جائزة قريش، فلما وصل للرسول انغرست قدما فرسه في الوحل فطلب من رسول الله ﷺ أن يدعوَ الله لينجيه مما هو فيه على أن يرجع عنهم ويعمي عنهم الطلب فدعا له رسول الله ﷺ ثم قال له:
| سراقة بن مالك المدلجي | كيف بك إِذا لبست سِوَارَيْ كسرى ومِنْطَقَتَه وتاجه، فقال سراقة: كسرى بن هرمز؟ فقال رسول الله ﷺ: نعم | سراقة بن مالك المدلجي |

ثم انصرف سراقة، فلما فتح سعد بن أبي وقاص المدائن في زمن خلافة عمر بن الخطاب، أرسل سواري كسرى وتاجه ضمن الغنائم إلى الخليفة فتحقق لسراقة وعد النبي له حيث ألبسه عمر سواري كسرى.

## اسمه ونسبه
- هو أبو سفيان المدلجي الكناني: سراقة بن مالك بن جُعشُم بن مالك بن عمرو بن مالك بن تيم بن مدلج بن مرة بن عبد مناة بن كنانة بن خزيمة بن مدركة بن إلياس بن مضر بن نزار بن معد بن عدنان[2] من نسل نبي الله إسماعيل ابن خليل الله إبراهيم عليهما السلام.

## حياته في الجاهلية
كان سيدًا من سادة العرب وسيد قبيلة مدلج الكنانية في الجاهلية وشريف من أشراف العرب المرموقين وواحدًا من أصحاب المروءات المعدودين، يطعم الجائع ويؤمن الخائف ويجير المستجير وهو أيضا شاعر مخضرم، ولسيادته وشرفه كانت العرب تجله فلما أرادت قريش الخروج لبدر قبل المعركة خشوا أن يأتيهم بنو بكر بن عبد مناة بن كنانة وكان بين قريش وبني بكر ثأرات في الجاهلية فمالوا إلى عدم الخروج إلى بدر لكن إبليس تمثل لهم في صورة سراقة بن مالك وقال لهم: 
| سراقة بن مالك المدلجي | أنا جار لكم من أن تأتيكم كنانة من خلفكم بشيء تكرهونه | سراقة بن مالك المدلجي |

وكان سراقة ينزل مع قومه بني مدلج في وادي قديد وكان بنو مدلج يعرفون بأنهم قفاة العرب وأهل القيافة فكان الوحيد من أهل الطلب الذين استطاعوا اللحاق بالنبي محمد وأبي بكر الصديق ودليلهما عبد الله بن أريقط الليثي الكناني ويقال أنه سكن مكة ويقال بل هو من أهل المدينة.
وكان سراقة شاعرا وهو القائل لأبي جهل:
وهو القائل لبني قريم من هذيل بعد معركة الحقاب:

## لحاقه بالنبي في هجرته
اشترى أبو بكر الصديق، من عازب سَرْجًا بثلاثةَ عشر درهمًا، فقال له أَبو بكر: مُرِ البراءَ فليحمله إِلى منزلي، فقال: لا، حتى تحدثنا كيف صنعت لما خرج رسول الله ﷺ وأَنت معه؟ فقال أَبو بكر: خرجنا فأَدْلَجْنا فأَحيينا ليلتنا ويومنا.. وذكر الحديث إِلى أَن قال: فارتحلنا والقوم يطلبوننا، فلم يدركنا إِلا سراقة بن مالك بن جُعْشُم، على فرس له، فقلت: يا رسول الله ﷺ، هذا الطلب قد لحقنا، قال: 
| سراقة بن مالك المدلجي | لَا تَحْزَنْ؛ إِنَّ اللَّهَ مَعَنَا | سراقة بن مالك المدلجي |

، حتى إِذا دَنَا منَّا قَدْرَ رمح أَو رمحين أَو قال: رمحين أَو ثلاثة قال: قلت: يا رسول الله ﷺ، هذا الطلب قد لحقنا، وَبَكيت، قال: 
| سراقة بن مالك المدلجي | لِمَ تَبْكِي | سراقة بن مالك المدلجي |

 قال: قلت: واللّه ما أَبكي على نفسي، ولكني أَبكي عليك، قال: فدعا عليه، فقال: 
| سراقة بن مالك المدلجي | اللَّهُمَّ، اكْفِنَاهُ بِمَا شِئْتَ | سراقة بن مالك المدلجي |

، فساخت فرسه إِلى بطنها في أَرض صَلْد، ووثب عنها، وقال: يا محمد، قد علمت أَن هذا عملك، فادع اللّه أَن ينجيني مما أَنا فيه، فواللّه لأَعُمِّيَنَ على مَنْ ورائي من الطَلَب، فدعا له رسول الله ﷺ، فأَطلق ورجع إِلى أَصحابه.
وقال سراقة يحكي قصة لحاقه بالنبي محمد في الهجرة:
| سراقة بن مالك المدلجي | جاءنا رُسُل كفار قريش يجعلون في رسول الله ﷺ، وأبي بكر، دية كل منها لمن قتله أو أسره، فبينما أنا جالس في مجلس من مجالس قومي بني مدلج، إذ أقبل رجل منهم حتى قام علينا ونحن جلوس، فقال: يا سراقة إني رأيت آنفا أَسْوِدة. بالساحل أُراها محمدًا وأصحابه، قال سراقة: فعرفت أنهم هم: فقلت له: إنهم ليسوا بهم، ولكنك رأيت فلانًا وفلانًا انطلقوا بأعيننا، ثم لبثت في المجلس ساعة، ثم قمت فدخلت فأمرت جاريتي أن تخرج بفرسي، وهى من وراء أكمة فتحبسها علي، وأخذت رمحي فخرجت به من ظهر البيت فخططت بزجه الأرض وخفضت عالية حتى أتيت فرسي فركبتها فرفعتها تقرب بي حتى دنوت منهم فعثرت بي فرسي فخررت عنها، فقمت فأهويت يدي إلى كنانتي فاستخرجت منها الأزلام فاستقسمت بها، أضرهم أم لا، فخرج الذي أكره، فركبت فرسي، وعصيت الأزلام؛ تُقَرّب بي، حتى إذا سمعت قراءة رسول الله ﷺ وهو لا يلتفت، وأبو بكر يكثر الالتفات، ساخت يدا فرسي في الأرض، حتى بلغتا الركبتين، فخررت عنها، ثم زجرتها فنهضتْ فلم تكد تخرج يديها، فلما استوت قائمة إذا لأثر يديها عثان ساطع في السماء مثل الدخان، فاستقسمت بالأزلام فخرج الذي أكره، فناديتهم بالأمان فوقفوا فركبت فرسي حتى جئتهم ووقع في نفسي حين لقيت ما لقيت من الحبس عنهم، أن سيظهر أمر رسول الله ﷺ فقلت له: إن قومك قد جعلوا فيك الدية، وأخبرتهم أخبار ما يريد الناس بهم، وعرضت عليهم الزاد والمتاع فلم يرزآني. ولم يسألاني، إلا أن قال: أخف عنا، فسألته أن يكتب لي في كتاب آمن، فأمر عامر بن فهيرة فكتب في رقعة من أديم ثم مضى رسول الله ﷺ. | سراقة بن مالك المدلجي |

## إسلامه
يقول سراقة عن إسلامه: حتى إِذا فتح اللّه على رسوله مكة، وفرغ من حنين والطائف، خرجت، ومعي الكتاب لأَلقاه، فلقيته بالجِعِرَّانة، فدخلت في كتيبة من خيل الأَنصار، فجعلوا يقرعونني بالرماح ويقولون: إِليك إِليك، ماذا تريد؟ حتى دَنَوتُ من رسول الله ﷺ، وهو على ناقته، واللّه لكأَني أَنظر إِلى ساقه، في غَرْزِه كأَنه جُمَّارة، فرفعت يدي بالكتاب، ثم قلت: يا رسول الله ﷺ، هذا كتابك لي، وأَنا سراقة بن مالك بن جُعْشم، فقال رسول الله ﷺ: 
| سراقة بن مالك المدلجي | هَذَا يَوْمُ وَفَاءٍ وَبِرٍّ، أَدْنِهِ | سراقة بن مالك المدلجي |

 فدنوت منه، فأَسلمت.

## تحقق وعد النبي له ولبسه سواري كسرى
قال النبي محمد صلى الله عليه وسلم لسراقة بن مالك حين لحق به في هجرة النبي من مكة إلى المدينة: 
| سراقة بن مالك المدلجي | كيف بك إِذا لبست سِوَارَيْ كسرى ومِنْطَقَتَه وتاجه | سراقة بن مالك المدلجي |

قال: فلما أَتي عمر بسوَاريْ كسرى ومِنطقته وتاجه، دعا سراقة بن مالك وأَلبسه إِياهما . وكان سراقة رجلًا أَزَبَّ كثيرَ شعر الساعدين، وقال له: ارفع يديك، وقل: اللّه أَكبر، الحمد للّه الذي سلبهما كسرى بن هرمز، الذي كان يقول: أَنا رب الناس، وأَلبسهما سراقةَ رجلًا أَعرابيًا، من بني مُدْلِج، ورفع عمر صوته.

## بعض الأحاديث التي نقلها عن المصطفى
روى عنه سعيد بن المسيّب، وابنه محمد بن سراقة وجابر و طاووس. وذكر عبد الرّزاق، عن ابن عُيَيْنة عن وائل بن داود، عن الزّهري، عن محمد بن سراقة، عن أبيه سراقة بن مالك أنه جاء إلى رسول الله ﷺ فقال: يا رسول الله ﷺ، أَرأَيت الضّآلة تَرِدُ على حَوْض إبلي، أَلي أجرٌ إن سقيتها؟ فقال:
| سراقة بن مالك المدلجي | في الكبد الْحَرّي أجر | سراقة بن مالك المدلجي |

## وفاته
توفي سراقة سنة 24 في خلافة عثمان بن عفان، وقيل: توفي بعد عثمان.